# Distrito de Lincha

La Provincia de Yauyos en el Departamento de Lima, Perú.

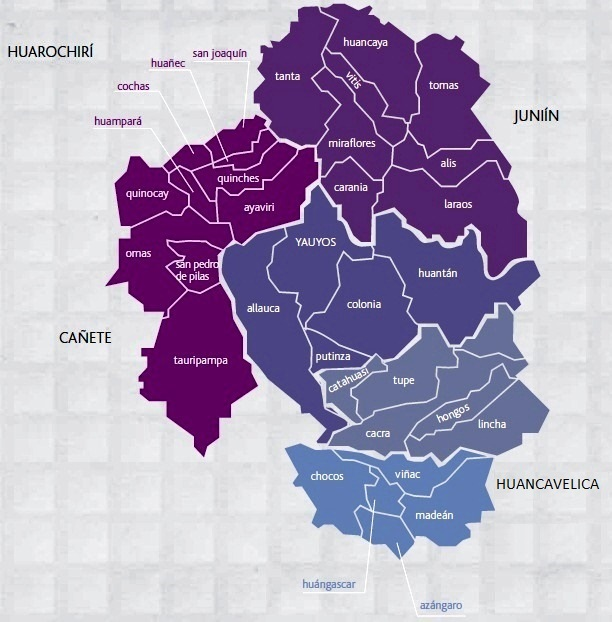
La provincia de Yauyos y sus 33 distritos.

El Distrito de Lincha es uno de los  treinta y tres distritos que conforman la Provincia de Yauyos, perteneciente al Departamento de Lima, en el Perú  y bajo la administración del Gobierno Regional de Lima-Provincias. 
Desde el punto de vista jerárquico de la Iglesia católica, forma parte de la Prelatura de Yauyos.

## Historia
El distrito fue creado mediante Ley N° 13245 del 7 de julio de 1959, en el segundo gobierno del Presidente Manuel Prado Ugarteche.

## Geografía
Tiene una superficie de 221,22 km². Su capital es el poblado de Lincha.

## Autoridades

### Municipales
- 2019 - 2022[3]
  - Alcalde: Francisco Rolando Mancilla Canto, de Patria Joven.
  - Regidores:

  1. Magaly M. FLORES HUAMAN (SOMOS PERÚ)
  2. Horancio TRUJILLO CARDENAS (SOMOS PERÚ)
  3. Brisa ROJAS HUAMAN (SOMOS PERÚ)
  4. Fermin C. GONZALES DEL RIOS (SOMOS PERÚ)
  5. Ines Marleni FLORES RIVERA (PODEMOS PERÚ)

Alcaldes anteriores
- 2015 - 2018:[4] Nenidio Vicente Mauricio, Movimiento Concertación para el Desarrollo Regional (CDR).
- 2011 - 2014:[5] Saturnino Lucio Ninasque Trujillo, Movimiento Concertación para el Desarrollo Regional (CDR).
- 2007 - 2010: León Jorge Guerra Vicente, Partido Aprista Peruano.
- 2006: Jorge Aguilio Rojas Orellana, Partido Unión por el Perú.
- 2003 - 2005:[6] Wilfredo H. Flores Vilcapuma, Partido Democrático Somos Perú.
- 1999 - 2002: León Jorge Guerra Vicente, Movimiento independiente Vamos Vecino.
- 1996 - 1998: León Jorge Guerra Vicente, Lista independiente N° 5 Yauyos 95.
- 1993 - 1995: Salomón Teodoro Ruiz Contreras, Lista independiente Reconstrucción Yauyina.
- 1990 - 1992:  .
- 1987 - 1989: Sixto Marcos Flores Trujillo, Partido Aprista Peruano.
- 1984 - 1986: Ernesto Atañaupa Poma, Partido Acción Popular.
- 1981 - 1983: Mauro Vicente Rojas, Partido Acción Popular.

### Policiales
- Comisaría de Lincha
  - Comisario: Mayor PNP.[7]

## Educación

### Instituciones educativas
- I.E